# زوزانا پیوسی
زوزانا پیوسی (انگلیسی: Zuzana Piussi؛ زادهٔ ۲۱ اکتبر ۱۹۷۱) کارگردان فیلم ، فیلمساز فیلم‌های مستند و بازیگر اهل کشور اسلواکی است.